# Glympis eraconalis
Glympis eraconalis är en fjärilsart som beskrevs av Walker 1859. Glympis eraconalis ingår i släktet Glympis och familjen nattflyn. Inga underarter finns listade i Catalogue of Life.